# Озургетский уезд
Озурге́тский уезд — административно-территориальная единица в составе Кутаисской губернии и Грузинской ССР. Административный центр — город Озургети.

Озургетский уезд

## История
Уезд образован в 1846 году в составе Кутаисской губернии на территории бывшей исторической области Гурия.
В 1902—1906 году территория уезда управлялась крестьянским самоуправлением, возникшем как альтернатива государственным органам местной власти и получившем название Гурийская республика.
В 1918 году Озургетский уезд в составе Кутаисской губернии вошёл в состав Грузинской Демократической Республики. Упразднён в 1930 году.

## Население
Население 90 326 человек (1897), в том числе в городе Озургети — 4710 чел.

### Национальный состав
Национальный состав по переписи 1897 года:
- грузины — 86 057 чел. (95,27 %),
- греки — 3009 чел. (3,33 %),
- русские — 526 чел. (0,58 %).

## Административное деление
В 1913 году в состав уезда входило 23 сельских правлений:
| - Акетское — с. Акети - Амаглебское — с. Амаглеби - Асканское — с. Аскани - Ацанское — с. Ацана - Басилетское — с. Басилети - Бахвское — с. Бахви - Гуриамтскткое — с. Гуриан-Лета - Джварцхмысское — с. Джварцхма | - Джуматское — с. Джумати - Дзимитское — с. Дзимити - Дуабзуйское — с. Дуабзу - Земо-Хетское — с. Земо-Хети - Ланчхутское — с. Ланчхути - Микель-Габриельское — с. Микель-Габриели - Нанейшвили-Сеульское — с. Нанейшвили-Сеули - Нигоитское — с. Нигоити | - Парцхминское — с. Парцхма - Суребское — с. Суреби - Хвартбетское — с. Хварбети - Чобатское — с. Чобати - Чочхатское — с. Чочхати - Шемокмедское — с. Шемокмеди - Эркедское — с. Эркеди |